# Dubiaranea proxima
Dubiaranea proxima là một loài nhện trong họ Linyphiidae. Loài này được phát hiện ở Ecuador.